# Liste der Kulturdenkmäler in Reckershausen
In der Liste der Kulturdenkmäler in Reckershausen sind alle Kulturdenkmäler der rheinland-pfälzischen Ortsgemeinde Reckershausen aufgeführt. Grundlage ist die Denkmalliste des Landes Rheinland-Pfalz (Stand: 27. Oktober 2023).

## Einzeldenkmäler
| Bezeichnung                   | Lage                                      | Baujahr         | Beschreibung                                                                         | Bild                           |
| ----------------------------- | ----------------------------------------- | --------------- | ------------------------------------------------------------------------------------ | ------------------------------ |
| Friedhofskreuz                | Kirchberger Straße, auf dem Friedhof Lage | 19. Jahrhundert | Friedhofskreuz, Sandstein, 19. Jahrhundert                                           | BW                             |
| Katholische Kirche St. Thekla | Kirchberger Straße 10 Lage                | 1923–35         | neubarocker Saalbau, 1923–35, Architekten Eduard Endler, Köln, und Peter Marx, Trier | weitere Bilder Fotos hochladen |